# Куева-дель-В'єнто
Куева-дель-В'єнто (ісп. Cueva del Viento, букв Печера вітру) — печера на Канарських островах, лавова труба, шоста за довжиною вулканічна печера у світі (17 км).
Печера розташована неподалік міста Ікод-де-лос-Вінос на півночі острова Тенерифе (Канарські острови, Іспанія).
Вона виникла 27 тисяч років тому під час виверження вулкана Піко-В'єхо. Завдяки своїй морфології різних рівнів та проходів, вважається найбільш складною вулканічною трубою у світі. Печера складається з трьох різних рівнів, кожен із яких містить різноманітні геоморфологічні об'єкти.
Печера була відома місцевим аборигенам — народу гуанчі понад дві тисячі тому років, і в тут знайдені залишки мумій у порожнинах печери. Усередині печери також знаходять скам'янілості вимерлих хребетних, таких як рештки гігантського пацюка Canariomys bravoi та гігантської ящірки Gallotia goliath.